# Yanguas de Eresma
Yanguas de Eresma er en by og kommune i det centrale Spanien i provinsen Segovia. Den har et indbyggertal på 117 (2024) indbyggere.